# Andrzej Płocki
Andrzej Płocki (ur. 31 stycznia 1931 w Warszawie, zm. 30 czerwca 2005 w Warszawie) – polski scenograf i aktor.

## Życiorys
W 1950 roku ukończył Państwowe Gimnazjum i Liceum im. Stefana Batorego w Warszawie. Absolwent dwóch fakultetów (architektura wnętrz i wystawiennictwo) na warszawskiej Akademii Sztuk Pięknych. Laureat Nagrody za scenografię filmu Sanatorium pod Klepsydrą na Festiwalu Polskich Filmów Fabularnych w Gdańsku w 1974.

## Filmografia

### jako autor scenografii
- Doskonałe popołudnie – 2005
- Casus Belli – 2001
- Historia o Proroku Eliaszu z Wierszalina – 1997
- Kamień na kamieniu – 1995
- Legenda Tatr – 1994
- Szwedzi w Warszawie – 1991
- Gwiazda Piołun – 1988
- Skrzypce Rotszylda – 1987
- Misja specjalna – 1987
- Wilczyca – 1982
- Polonia Restituta – 1980
- Paciorki jednego różańca – 1979
- Romans Teresy Hennert – 1978
- Lalka – 1977 (serial)
- Blizna – 1976
- Bułeczka – 1973
- Sanatorium pod Klepsydrą – 1973
- Trzeba zabić tę miłość – 1972
- Kwiat paproci – 1972
- Prom – 1970
- Kontrybucja – 1967
- To jest twój nowy syn – 1967
- Ściana Czarownic – 1966
- Prawo i pięść – 1964

### Jako aktor
- Bezkresne łąki – 1976 jako kelner
- Wielka miłość Balzaka – 1973 obsada aktorska w odc. 7
- Lalka – 1968 jako Henryk Szlangbaum